# Scotopteryx gachtaria
Scotopteryx gachtaria là một loài bướm đêm trong họ Geometridae.